# Festuca tschujensis
Festuca tschujensis là một loài thực vật có hoa trong họ Hòa thảo. Loài này được Reverd. mô tả khoa học đầu tiên năm 1936.